# Мустафа Челеби джамия
Вижте пояснителната страница за други значения на Хасан Баба теке.
Мустафа Челеби джамия (на македонска литературна норма: Џамија „Мустафа Челеби“) е средновековен мюсюлмански храм в град Струга, обявен за значимо културно наследство на Северна Македония.
Джамията е разположена източно от градския площад и Църн Дрим, на улица „Вардарска“, в съседство на Мустафа Челеби хамам. Изградена е в края на XV – началото на XVII век. В 1985 – 1986 година джамията е обновена.
В архитектурно отношение храмът е сграда с едно куполно помещение с размерите 7,25 Х 7,40 m. Куполът е на осемстранен плитък барабан, а преходът към него е осъществен с помощта на тромпи. Осветлението става през прозоречните отвори, разположени на североизточната, югоизточната и северозападната страна в два реда – в долния ред има по два прозореца, а в горния един. Прозорците от югозападната страна са затворени от прилепеното отвън тюрбе. Прозорците от долния ред били в каменни рамки, засводени с надпрозоречни ниши, завършващи с прекършен свод и затворени с мушарабии – тези елементи са отстранени при ремонта в 1985 – 1986 година. Куполът първоначално е бил покрит с олово, заменено по-късно с ламарина.
Във вътрешността джамията има всички елементи, характерни за класическия период на османската джамия. Михрабът, който е разположен в профилирана правоъгълна рамка, е във форма на полукръгла ниша, която на върха завършва с вертикално разположени тухли в пет реда. Вдясно от михраба има дървен минбар с проста форма и скромни декоративни орнаменти. По цялата широчина на северозападния зид е разположен махвилът – галерия от, от която се влиза в минарето. В 1985 – 1986 година тремът пред храма е превърнат в двуетажен и е едно цяло с молитвеното пространство. Новият трем е с покрив на четири води с керемиди. Цялата вътрешност е декорирана с орнаменти при последната обнова на храма.
Минарето се намира в западната част на джамията. От осмоъгълния постамент преминава в полигонално тяло, на което е шерефето. Оградата на шерефето е метална и под нея има профилирана декорация от вертикално поставени тухли в три реда.
До югозападния зид по цялата широчина е разположено тюрбе с осем гроба на шейхове от Халветийския орден, свързано с близкото халветийско Хасан Баба теке. Във входа на тюрбето е гробът на шейх Рифат ефенди, а в другото помещение са гробовете на шейх Хасан ибн Фейзулах, шейх Кадри ефенди, шейх Ариф ефенди, Феруш Ханим, шейх Кемал ефенди, Саадет Ханим и Сакине Ханим. Тюрбето е покрито с покрив на три води с керемиди. Вероятно е изградено в началото на XVIII век.
В двора на джамията има много надгробни камъни.
На 12 декември 2013 година сградата е обявена за значимо културно наследство на Република Македония.